# Karnak

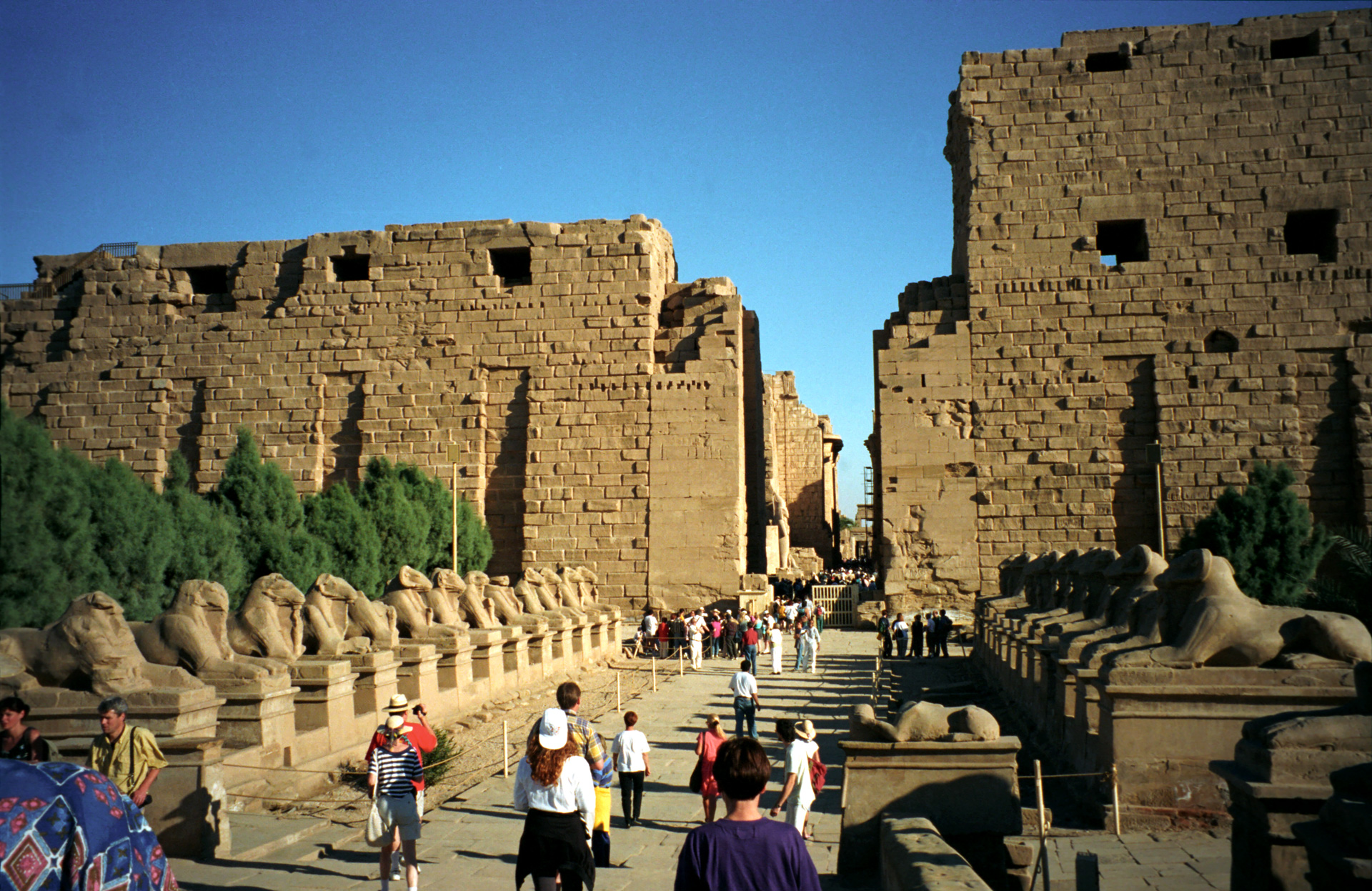
Aleea cu sfincşi care conduce la templul lui Amon-Ra

Karnak este numele egiptean modern atribuit complexului de temple, capele, stâlpi, grupuri statuare și alte construcții, situate în zona Tebei (pe malul Nilului), fosta capitală a Egiptului antic.
Templul lui Amon-Ra din Karnak este cea mai importantă clădire a complexului monumental și cel mai mare edificiu cu destinație religioasă construit vreodată.
Numele antic al cetății era Ipetisut ("cel mai ales dintre locuri"), aceasta reflectând superioritatea templului asupra altor clădiri de cult egiptene.
Într-adevăr, dimensiunile templului sunt impresionante: Catedrala Saint Paul din Londra sau celebrul Notre Dame din Paris ar fi pierdute între pereții lui. Zeii sunt : zeul Thoth,zeul Horus, zeul Seth
Împreună cu toate vestigiile arheologice din Teba, complexul monumental de la Karnak a fost inclus, în 1979, pe lista Patrimoniului mondial UNESCO.

## Poziționare
Complexul de temple este situat pe Valea Nilului, pe cursul său mijlociu.
În apropiere se afla vechiul oraș, Theba, precum și celebrele monumente de pe Valea Regilor și Valea Reginelor.

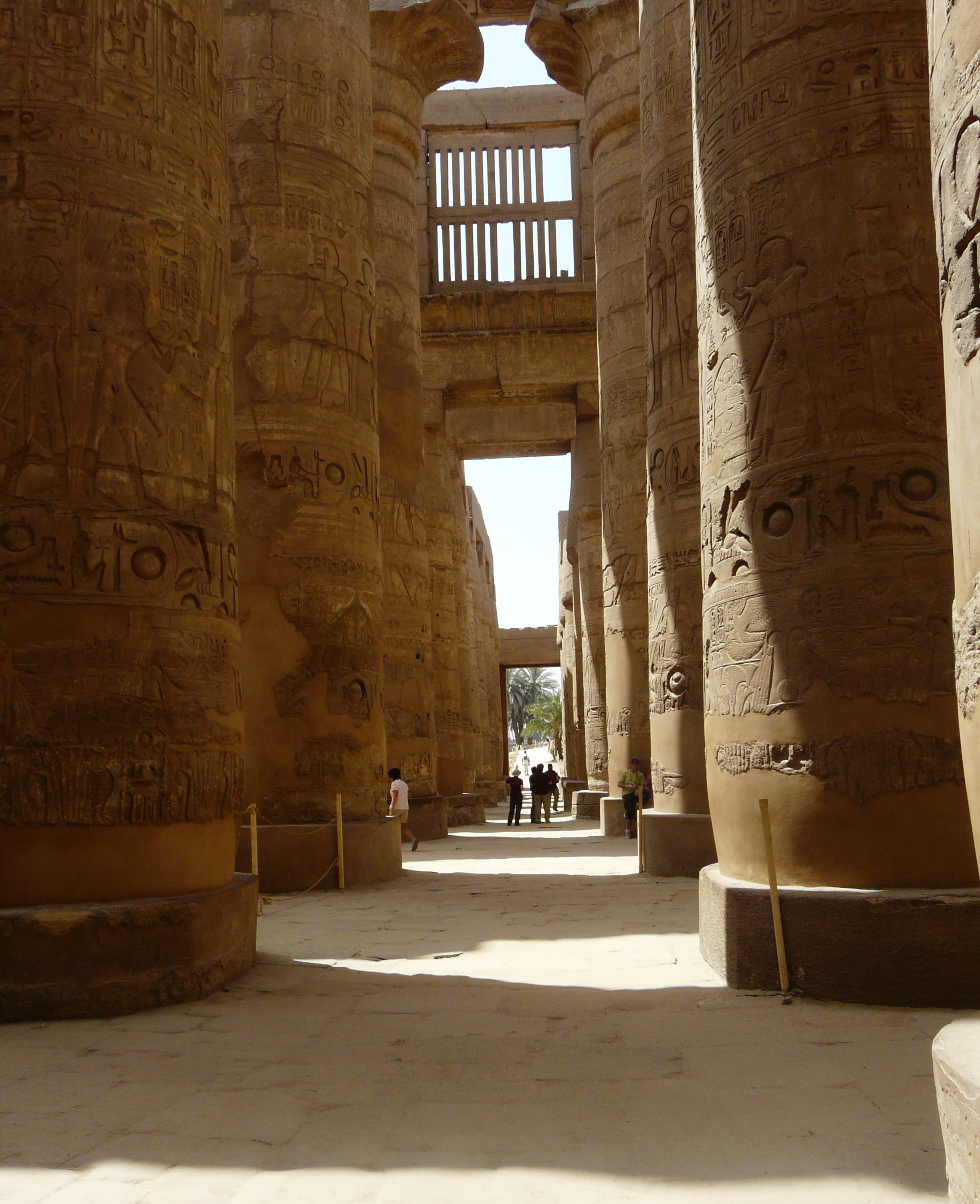
Sala hipostilă a templului

## Context istoric
În timpul dinastiei a XVIII-a, Theba devine capitală și dobândește o deosebită importanță religioasă.
Cele două zeități Ammon (zeul-taur al vântului) și Ra (zeul-soare) se contopesc într-o singură divinitate, Amon-Ra al cărui cult începe să ia amploare, astfel că Amon-Ra devine cel mai puternic zeu egiptean.
Pe plan arhitectonic, schimbarea religioasă este ilustrată prin înlocuirea construcției piramidelor cu construcția de temple funerare, temple de cult sau temple dedicate faraonilor zeificați.

## Construcția
Vasta întindere și complexitate a sitului arheologic este rezultatul a două mii de ani de construcție, din timpul dinastiei a XII-a, până în perioada ptolemeică.
Construcția a fost inițiată în perioada Regatului Mijlociu.
În secolele al XVI-lea și al XV-lea (perioada Regatului Nou), faraonii dinastiei a XVIII-a, Amenophis I (Djeserkare), Hatșepsut și ai dinastiei a XIX-a, Seti I, Ramses al II-lea, au întregit complexul monumental.
Cea mai importantă clădire a întregului complex este templul lui Amun-Ra cu cei 10 stâlpi, dintre care cel mai mare are o lungime de 113 metri, o lățime de 15 metri și o înălțime de aprox. 45 de metri. Suprafața totală a templului este de aprox. 30 de hectare (cu patru laturi de 530, 515, 530 și 610 de metri). Templul este compus din trei, înconjurat de ziduri, părți dedicate lui Amon (Ipet-day), dedicat zeului Montu (cu o suprafață de 2,34 hectare) și dedicat zeiței Mut (cu o suprafață de 9,2 hectare).
În partea dedicată lui Amon sunt:
- marele templu al lui Amun-Ra;
- templul zeului Khonsu (dimensiunea 80x30 de metri. Construcția a început sub Ramses al III-lea, a continuat sub Ramses al IV-lea, Ramses al XI-lea, încheiată sub Herihor);
- "Coaja sfântă" a lui Ramses al II-lea;
- templul Ipet (construit în timpul domniei lui Ptolemeu al VIII-lea);
- un templu mic al zeului Ptah;
- templul lui Amenhotep al II-lea.

În antichitate, templul Karnak a fost legat de Templul din Luxor, pe ambele părți ale căruia s-au instalat sfinxuri. În Karnak, acest drum se termină la cel de-al zecelea pilon al templului. Această alee Sphinx de 2 kilometri este restaurată în prezent.
| Imagine indisponibilă          |  | Imagine indisponibilă |
| Colonnada centrală a templului |  |                       |

## Descriere
Măreția ansamblului monumental de la Karnak are ca scop principal impresionarea afectivă și spirituală a celor ce participă la ceremoniile închinate lui Amon-Ra.
Compoziția uriașă trebuia să-i facă pe simplii muritori să se simtă insignifianți în prezența divinității.
Dupa o lungă alee, încadrata de sfincși sculptați în piatră, urmează intrarea în templu, formata din piloni uriași și obeliscuri împodobite cu steaguri și statuile faraonilor.
Sala festivă are trei nave centrale mai mari și două laterale mai mici.
Este o sală hipostilă, de dimensiuni impresionante: 103×52 m.
Unele coloane au peste 19 m înălțime.
Peretii erau decorați cu imagini înfățișând faptele de arme ale faraonilor însoțite de comentarii în hieroglife.